# مات بيلي
مات بيلي هو لاعب هوكي الجليد كندي، ولد في 5 أبريل 1991 في Oakbank, Manitoba ‏ في كندا.

## وصلات خارجية
- مات بيلي على موقع دوري الهوكي الوطني (الإنجليزية)
- مات بيلي على موقع EliteProspects.com (الإنجليزية)
- مات بيلي على موقع HockeyDB.com (الإنجليزية)